# Orthocis huesanus
Orthocis huesanus là một loài bọ cánh cứng trong họ Ciidae. Loài này được Kraus miêu tả khoa học năm 1908.